# Ali El Ghrari
Ali El Ghrari, född 31 januari 1997, är en libysk bågskytt. Han deltog vid olympiska sommarspelen 2016.